# Рощинский (Омская область)
Рощинский — посёлок в Кормиловском районе Омской области России. Входит в состав Юрьевского сельского поселения.

## История
В 1969 г. указом президиума ВС РСФСР поселок подсобного хозяйства областной больницы переименован в поселок Рощинский.

## Население
| 2010 |
| ---- |
| 416  |